# Prunay-le-Gillon
Prunay-le-Gillon település Franciaországban, Eure-et-Loir megyében. Lakosainak száma 1155 fő (2022. január 1.). Prunay-le-Gillon Sours, Boisville-la-Saint-Père és Theuville községekkel határos.

## Népesség
A település népességének változása:
| Lakosok száma | 681  | 812  | 941  | 905  | 1040 | 1069 | 1075 | 1071 | 1077 | 1155 |
|               | 1968 | 1982 | 1990 | 2006 | 2013 | 2015 | 2017 | 2019 | 2020 | 2022 |